# Skeptics in the Pub
Skeptics in the Pub (SITP) is een informeel sociaal evenement dat is ontwikkeld om gezelschap en sociaal netwerken te bevorderen onder skeptici, kritische denkers, vrijdenkers, rationalisten en andere gelijkgestemde individuen. Het levert skeptici een gelegenheid om te praten, ideeën uit te wisselen en plezier te beleven in een ongedwongen sfeer en allerlei onderwerpen die in gedachten komen te bespreken, terwijl men skepticisme, wetenschap en rationaliteit aanmoedigt.

## Formaat
"Skeptics in the Pub" is geen beschermde term, iedereen kan een evenement onder die naam organiseren. Er is ook geen formele procedure om een evenement te organiseren; organisators kunnen de inhoud invullen zoals zij dat willen. Er zijn echter wel enkele veelvoorkomende aanpakken die bij het hosten van dergelijke bijeenkomsten helpen om ze succesvol te maken.
Het gebruikelijke formaat van de samenkomsten bestaat onder meer uit het uitnodigen van een spreker met expertise over een bepaald thema die daarover een presentatie geeft, vaak (audio)visueel ondersteund, gevolgd door een vraag- en antwoordsessie. Andere bijeenkomsten zijn informele borrels, zonder vast programma. De groepen komen meestal eens per maand bijeen in een openbare gelegenheid, vaak in een lokaal café (Engels: pub, vandaar "Skeptics in the Pub"). In 2012 waren er meer dan 100 verschillende "SitP"-groepen actief over de hele wereld.

## Geschiedenis

### Londen
Het eerste en langst bestaande evenement is de prijswinnende is de Londense bijeenkomst, opgezet door de Australische filosofieprofessor Scott Campbell. in 1999. Campbell baseerde het idee op Philosophy in the Pub en Science in the Pub, twee groepen die al een tijdje actief waren in Australië.
De inaugurele spreker was Wendy M. Grossman, de toenmalige hoofdredacteur en oprichter van het tijdschrift The Skeptic, in februari 1999; deze allereerste presentatie werd bijgewoond door 30 gasten. De Londense groep beweert "'s werelds grootste reguliere cafébijeenkomst" te zijn, met 200 tot 400 aanwezigen bij ieder evenement.
Campbell runde de Londense groep drie jaar lang tijdens een sabbatical en werd na zijn terugkeer naar Australië opgevolgd door twee sci-fi fans en skeptici, Robert Newman en Marc LaChappelle. Nick Pullar], die een televisieoptreden had als de organisator van Skeptics in the Pub bij de BBC-parodieshow Shirley Ghostman, leidde de groep vervolgens van 2003 tot 2008.
In 2011 werd de Londense groep mede bijeengebracht door Sid Rodrigues. Deze groep heeft experimenten uitgevoerd inzake het paranormale als onderdeel van James Randi's One Million Dollar Paranormal Challenge en co-organiseerde An Evening with James Randi & Friends.

### Wereldwijd
Dankzij het gemak van het gebruik van het internet, via sociale netwerksites en contentmanagementsystemen, is Skeptics in the Pub uitgegroeid tot een fenomeen met meer dan 100 actieve afdelingen over de hele wereld, waaronder meer dan 30 in de Verenigde Staten en meer dan 40 in het Verenigd Koninkrijk. In 2009 beschreef D. J. Grothe de opkomst van Skeptics in the Pub in steden in Noord-Amerika en elders als een prominent voorbeeld van "Skepticisme 2.0". SITP's werden vaak gevonden buiten het domein van de reeds bestaande skeptische organisaties (die vooral gecentreerd waren rondom tijdschriften), terwijl sommige van de succesvolle bijeenkomsten uitgroeiden tot volwaardige ledenverenigingen.
Sinds 2010 heeft Edinburgh Skeptics in the Pub het Skeptics in the Pub-concept uitgebreid over het hele Edinburgh International Festival Fringe, onder de vlag Skeptics on the Fringe en vanaf 2012 hetzelfde gedaan bij het Edinburgh International Science Festival onder de titel At The Fringe of Reason. The Merseyside Skeptics Society en Greater Manchester Skeptics (medeoprichters van North West Skeptical Events Ltd) organiseren sinds 2011 een jaarlijkse meerdaagse conferenties onder de naam QED: Question, Explore, Discover. Glasgow Skeptics heeft ook meerdere eendaagse conferenties georganiseerd.

## Groepen
Hieronder volgt een lijst van plaatsen waar Skeptics in the Pub-groepen actief zijn (geweest):

### Australië
- Brisbane[20]
- Hobart[21]
- Launceston[22]
- Melbourne[23]
- Mordialloc[24]
- Sydney[25]
- Wollongong[26]

### België
- Brussel[27]
- Gent[28]

### Brazilië
- Porto Alegre[29]

### Canada
- Halifax
- Saint John
- Toronto[30]
- Vancouver
- Victoria

### China
- Hong Kong[31]
- Dongguan[32]

### Denemarken
- Kopenhagen[33]

### Duitsland
- Berlijn
- Hamburg
- Keulen

### Hongarije
- Budapest

### Ierland
- Cork[34]
- Dublin[35]
- Galway

### Israël
- Beersheba
- Haifa
- Jeruzalem
- Tel Aviv

### Kroatië
- Zagreb
- Rijeka

### Oostenrijk
- Wenen

### Nederland
- Amsterdam[36]
- Delft[37]
- Den Haag[38]

### Nieuw-Zeeland
- Auckland[39]
- Christchurch[40]
- Dunedin[41]
- Hamilton[42]
- Hawke's Bay[43]
- Palmerston North[44]
- Wellington[45]

### Noorwegen
- Oslo[46]

### Singapore
- Singapore[47]

### Slovenië
- Ljubljana [48]
- Maribor[48]

### Spanje
- Barcelona[49]
- Madrid[50]
- Santiago de Compostella[51]
- Valencia

### Taiwan
- Taichung[52]

### Verenigd Koninkrijk
| - Aberdeen - Aberystwyth - Bath - Bedford - Belfast - Birmingham - Bournemouth - Brighton - Bristol - Cambridge - Cardiff - Cheltenham - Chichester - Coventry - Ealing - Eastbourne - Edinburgh | - Exeter - Glasgow - Gravesend - Greenwich - Guildford - High Wycombe - Horsham - Kingston upon Thames - Lancaster - Leeds - Leicester - Lewes - Lincoln - Liverpool - Londen - Manchester - Milton Keynes | - Newcastle - Norwich - Nottingham - Oxford - Plymouth - Portsmouth - Reading - Sheffield - Soho - Stoke-on-Trent - Swansea - Teesside - Tunbridge Wells - Winchester - Worthing - York |

### Verenigde Staten
| - Atlanta, GA - Bay Area, CA - Boston, MA - Central Iowa - Champaign, IL - Chattanooga, TN - Chicago, IL - Chico, CA - Cincinnati, OH - Fort Collins, CO - Houston, TX | - Huntsville, AL - Indianapolis, IN - Louisville, KY - Manchester, NH - Marina, CA - Michigan (meerdere steden) - Missoula, MT - Morgantown, WV - Paducah, KY - Phoenix, AZ - Portland, OR - Sacramento, CA | - San Diego, CA - Santa Rosa, CA - Seattle, WA - Saint Louis, MO - Saint Petersburg, FL - Syracuse, NY - Tallahassee, FL - Villa Park, CA - Wichita, KS |

### Zuid-Afrika
- Kaapstad[135]
- Durban[136]
- Johannesburg[137]
- Pretoria[138]

### Zweden
- Göteborg
- Stockholm[139]
- Kalmar[140]